# إدويلون (زڭموزن)
إدويلون هي إحدى مشيخات المملكة المغربية، تتبع جغرافيا لإقليم تارودانت وإداريًا لزڭموزن. يقدر عدد سكانها بـ 2349 نسمة حسب الإحصاء الرسمي للسكان والسكنى لسنة 2004.